# Chisa
Chisa (korsisch Chisà) ist eine Gemeinde auf der französischen Mittelmeerinsel Korsika. Sie gehört zum Département Haute-Corse, zum Arrondissement Corte und zum Kanton Fiumorbo-Castello. Sie grenzt im Nordwesten an San-Gavino-di-Fiumorbo (Berührungspunkt), im Norden an Serra-di-Fiumorbo, im Nordosten an Ventiseri, im Südosten an Solaro, im Südwesten an Zicavo und im Westen an Cozzano.
Die Bewohner nennen sich Chisanais oder Chisanacci. Das Siedlungsgebiet liegt auf ungefähr 450 Metern über dem Meeresspiegel.

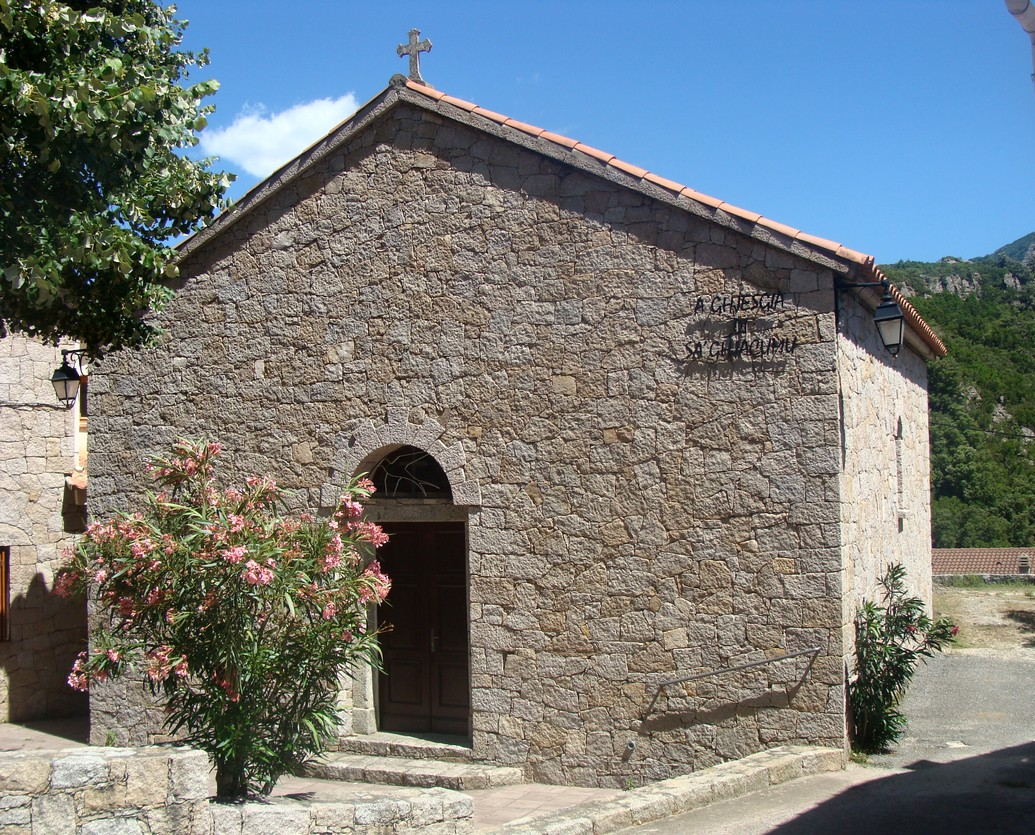
Kirche Saint-Jacques

## Bevölkerungsentwicklung
| Jahr      | 1962 | 1968 | 1975 | 1982 | 1990 | 1999 | 2008 | 2012 |
| --------- | ---- | ---- | ---- | ---- | ---- | ---- | ---- | ---- |
| Einwohner | 124  | 115  | 78   | 56   | 88   | 97   | 99   | 98   |